# カルソーリ
カルソーリ（イタリア語: Carsoli）は、イタリア共和国アブルッツォ州ラクイラ県にある、人口約5,300人の基礎自治体（コムーネ）。

## 地理

### 位置・広がり

#### 隣接コムーネ
隣接するコムーネは以下の通り。括弧内のRIはリエーティ県（ラツィオ州）、RMはローマ県（ラツィオ州）所属を示す。
- コッラルト・サビーノ (RI)
- ネスポロ (RI)
- オリーコラ
- ペレート
- ペスコロッキアーノ (RI)
- サンテ・マリエ
- タリアコッツォ
- トゥラーニア (RI)
- ヴィヴァーロ・ロマーノ (RM)

## 行政

### 分離集落
カルソーリには、以下の分離集落（フラツィオーネ）がある。
- Colli di Montebove, Montesabinese, Pietrasecca, Poggio Cinolfo, Tufo, Villa Romana